# Schlomo Alkabez

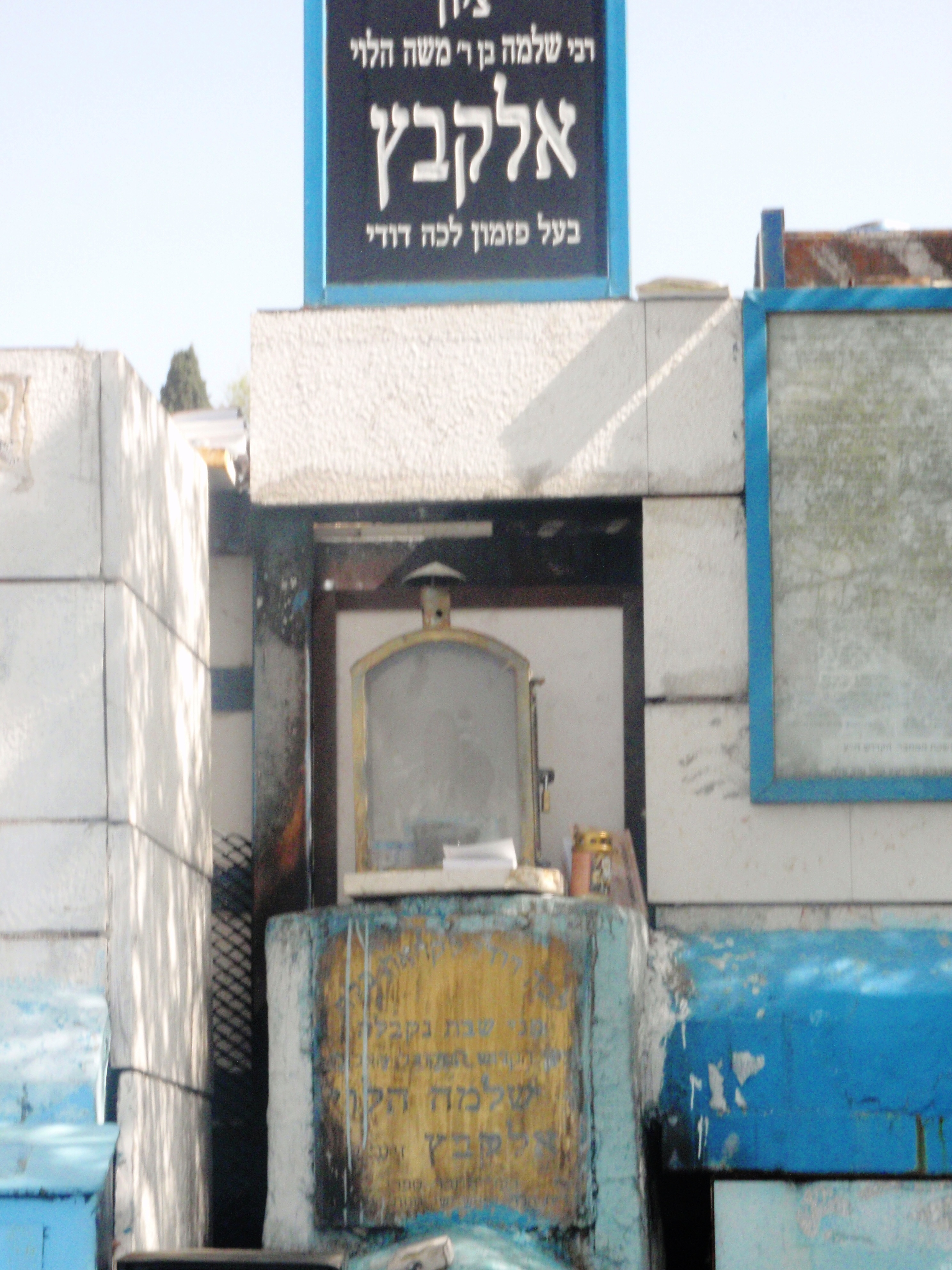
Alkabez' Grabmal in Safed

Schlomo ben Moses ha-Levi Alkabez, hebräisch שלמה הלוי אלקבץ; (geboren 1505 in Saloniki; gestorben 1576 in Safed) war ein Kabbalist und mystischer Dichter. Er ist der Verfasser der Schabbathymne Lecha Dodi.

## Leben
Alkabez verbrachte seine Jugend in verschiedenen Städten des Osmanischen Reiches. In Adrianopel wurde er von einer Gruppe kabbalistischer Asketen gebeten, in das geistige Leben und in seine Wege zur Ehrung Gottes eingeweiht zu werden. In Nikopol traf er wahrscheinlich Josef Karo, der seine Kenntnisse der Kabbala hochschätzte. Wahrscheinlich im Jahre 1535 traf Alkabez in Safed ein. Über sein dortiges Leben ist sehr wenig bekannt; man weiß nichts über seine Einstellung zu Isaak Luria. Es scheint, dass er der Leiter der Jeschiwa von Meron war, wo Schimon ben Jochai begraben liegt, und es ist ziemlich sicher, dass er als Rabbiner in Safed amtiert hat. Er schrieb Kommentare zu verschiedenen biblischen Büchern sowie einige kabbalistische Werke. Nach seinem Tod wurden zahlreiche seiner Manuskripte entwendet, wobei unklar ist, ob dies während Verfolgungen oder durch andere Autoren geschah. Seine rein kabbalistischen Werke sind nicht gedruckt oder als Manuskript erhalten geblieben, hingegen ist eine Sammlung seiner Gebete erhalten.
Um die Geheimnisse des Sohar zu verstehen, betete und meditierte Alkabez mit seinen Studenten bei den Gräbern der Gerechte. Diese Praxis wurde Geruschin (‚Vertreibung‘) genannt, wobei die Sammlung der meditativen Kräfte spontan und ohne jegliche Vorbereitung erfolgte. Alkabez’ bekanntester Schüler war Moses Cordovero, der die Schwester von Alkabez heiratete. Es scheint aber, dass im Laufe der Zeit der Lehrer selbst zum Schüler wurde. Dies ergibt sich aus der Einführung in die Weisheit der Kabbalah von Alkabez, deren Aufbau und Inhalt dem ersten wichtigen Buch von Cordovero, Pardes Rimonim, entspricht.
Alkabez führte wahrscheinlich den von den Safeder Kabbalisten übernommenen Brauch ein, den Schabbat auf den Feldern vor der Stadt mit einem Vortrag seiner Hymnen zu begrüßen. Sein Lied Lecha Dodi hat beispiellose Berühmtheit erlangt und wird heute noch in jüdischen Gemeinden weltweit im Rahmen des Freitagabendgottesdienstes gesungen.

## Werke
- Shoresh Yishai. Jerusalem 1978.
- Ayelet ahavim. Ofer ha-ayalim, Jerusalem 2000.
- Beʼure Menot ha-Leṿi. Lakewood, NJ 2006.
- Hagadah shel Pesaḥ. Even berit, Jerusalem 1969.
- Sefer Berit ha-Levi. Jerusalem 1969.
- Lekhah dodi. Yesod ʻolam, Jerusalem 2002.